# Rapolla
Rapolla est une commune italienne d'environ 4 350 habitants, située dans la province de Potenza, dans la région Basilicate, en Italie méridionale.

## Histoire
Rapolla a été fortement endommagé par le grand tremblement de terre de 1930. 

## Monuments et patrimoine
Rapolla dispose d'une cathédrale du XIIIe siècle, qui n'a malheureusement pas été épargnée par le tremblement de terre de 1930, qui a détruit son haut campanile. L'église comporte un portail roman ainsi que deux bas-reliefs disposés sur le flanc droit (l'un représente l'Annonciation, certainement inspiré par une œuvre byzantine sur ivoire, et l'autre Adam et Ève auprès de l'arbre du paradis terrestre). Il y a également à Rapolla l'église Santa Lucia construite à la fin du XIe siècle, romane mais d'inspiration byzantine, et qui a été la première cathédrale de Rapolla. De plan basilical, elle est surmontée de deux petites coupoles et possède une abside semi-circulaire. Sa façade de pierre est très dépouillée, elle ne s'ouvre que par une petite rose ainsi que par un portail très sobre dont le tympan est dépourvu de sculptures hormis une modeste frise ainsi qu'une fleur étoilée. L'intérieur compte trois vaisseaux divisées par dix piliers fasciculés.

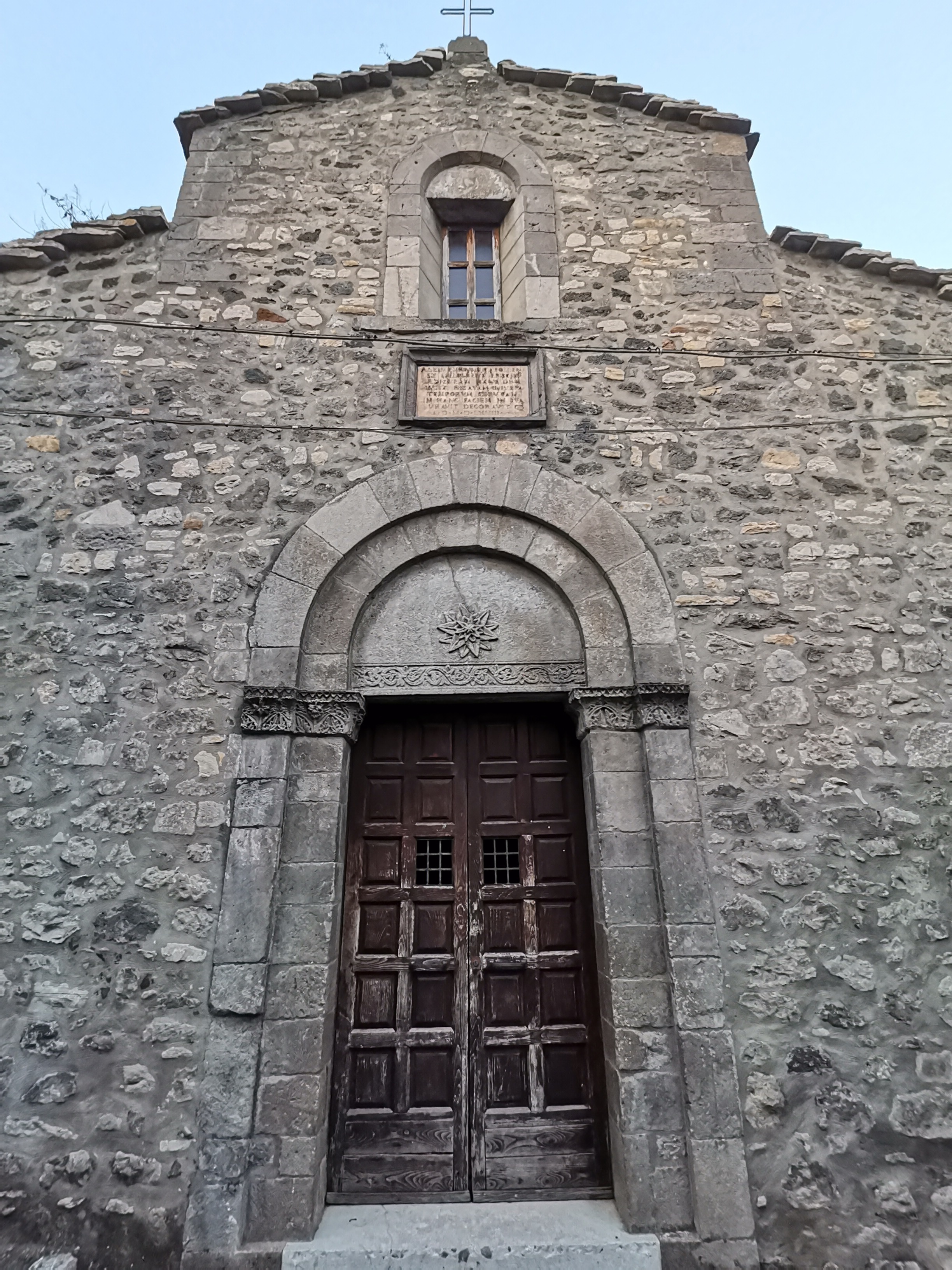
L'église Santa Lucia de Rapolla.
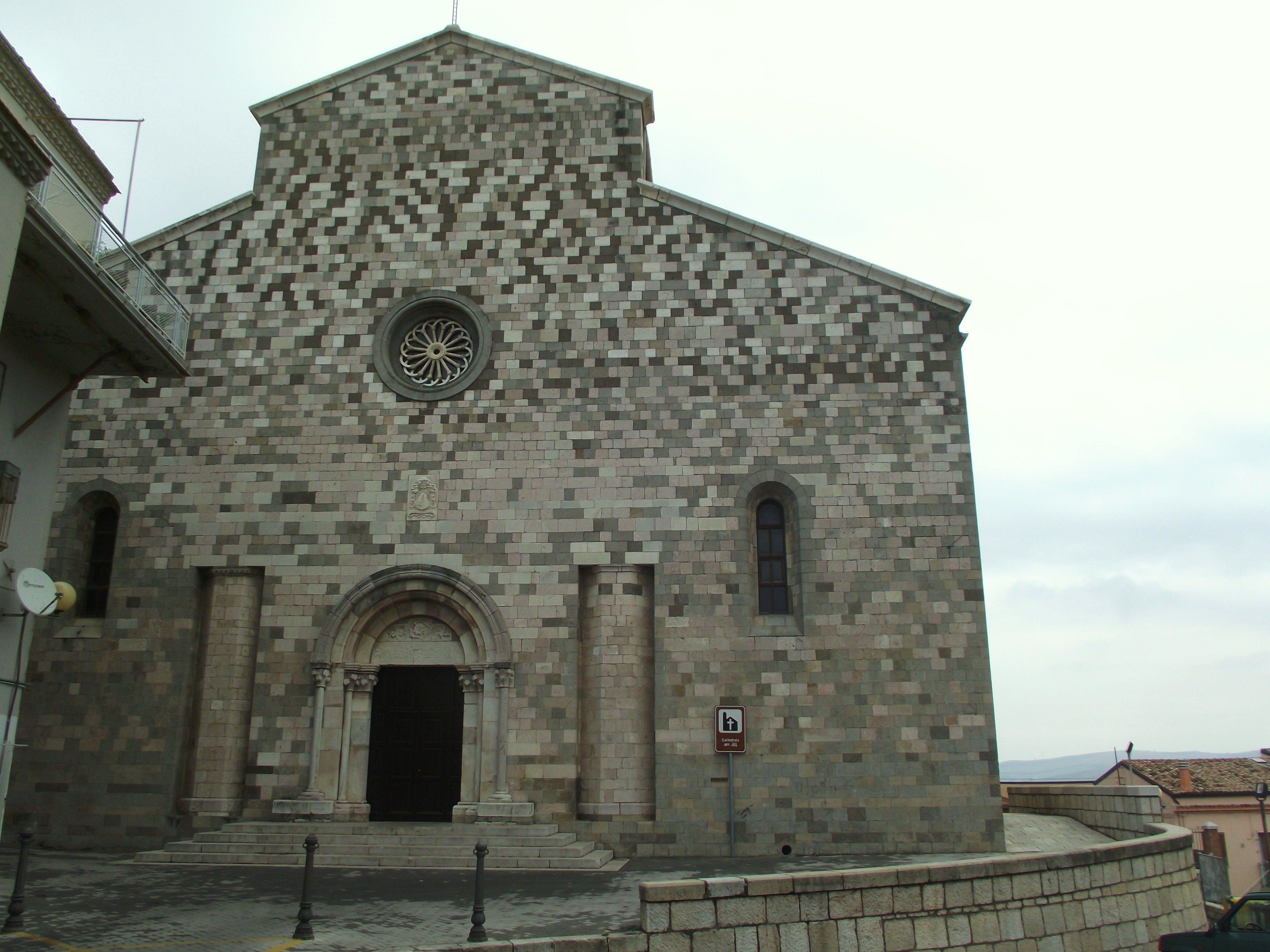
La cathédrale Santa Maria Assunta de Rapolla.

## Administration
| Période                                  | Période | Identité | Étiquette | Qualité |
| ---------------------------------------- | ------- | -------- | --------- | ------- |
|                                          |         |          |           |         |
| Les données manquantes sont à compléter. |         |          |           |         |

### Communes limitrophes
Barile, Lavello, Melfi, Rionero in Vulture, Venosa